# Leucas cephalotes
Leucas cephalotes là một loài thực vật có hoa trong họ Hoa môi. Loài này được (Roth) Spreng. mô tả khoa học đầu tiên năm 1825.